# Viswanathan
Viswanathan ist ein indischer Name. Er stammt aus dem Sanskrit und leitet sich von višvanatha (Vishwanath), „Herr des Universums“, einer Inkarnation des Gottes Shiva, ab.

## Namensträger
- Ashoke Viswanathan (* 1959), indischer Filmregisseur und Schauspieler
- Gauri Viswanathan (* 1950), indische Literaturwissenschaftlerin
- Geraldine Viswanathan (* 1955), australische Schauspielerin
- K. K. Viswanathan (1914–1992), indischer Politiker
- M. S. Viswanathan (1928–2015), indischer Filmkomponist
- N. Viswanathan (1929–2010), indischer Hochschullehrer und Schauspieler
- T. Viswanathan (1927–2002), indischer Flötist (südindische klassische Musik)
- V. Viswanathan (1909–1987), indischer Politiker

### Als Patronym
- Viswanathan Anand (* 1969), indischer Schachspieler

## Abweichende (bengalische) Schreibweisen
- Biswanath Chariali
- Bishwanath Upazila
- Biswanath Das (1889–1984), indischer Politiker
- Biswanath Halder